# 矢田雄二郎
矢田 雄二郎（やだ ゆうじろう、1979年12月27日 - ）は、アール・エフ・ラジオ日本のアナウンサー。

## プロフィール
- 血液型　A型
- 出身地　神奈川県横浜市
- 出身校　玉川大学
- 趣味　サッカー、お笑いの研究
- 特技　安全運転
- ラジオ日本ジャイアンツナイターでは、水野雄仁と組んだ試合の勝率が高い。水野からはよくいじられている。

## 略歴
- 2003年4月に岩手朝日テレビへ入社。
- IAT在籍時には、主にニュースや高校野球の実況を担当していた。
- 2003年には、新人にして第2回ANNアナウンサー賞の奨励賞を高校野球実況部門で受賞した。
- 2007年8月31日付で岩手朝日テレビを退職。
- 2007年9月、アール・エフ・ラジオ日本入社。ラジオ日本ジャイアンツナイターにリポーターとして出演。
- 2008年1月、ラジオ日本 土曜・日曜競馬実況中継で初の競馬実況を担当。
- 2009年　ラジオ日本マリーンズナイターを皮切りに実況を担当。巨人戦実況も開始。
- 2009年6月　加藤裕介に代わってオトナの競馬マガジンを担当。
- 2014年、第35回NNSアナウンス大賞ラジオ部門・優秀賞受賞。

## 担当番組
- ラジオ日本 土曜・日曜競馬実況中継 実況・司会
- ラジオ日本ジャイアンツナイター 実況
- 全国高等学校サッカー選手権大会決勝戦・実況（2011年[1]〜、2013年を除く[2]）
- 今井りかのうまらじ
- ラジオ日本ニュース
- 高校野球神奈川大会決勝　実況
- 箱根駅伝　実況
- 東京マラソン　実況

## 過去の担当番組
- 林あさ美のおめざめサプリ
- オトナの情報マガジン （2008年度木曜）
- オトナの競馬マガジン

### IAT在籍時の出演番組
- IATスーパーJチャンネル
- IATスーパーJチャンネル金曜スーク。
- 高校野球実況